# Валь (дворянский род)
Валь (нем. von Wahl) — дворянский род.

## Происхождение и история рода
Карл-Густав фон Валь 04.08.1829 жалован дипломом на потомственное дворянское достоинство.
Род фон Валь внесен в рыцарские матрикулы Лифляндской и Эстляндской губерний, а также в I часть Дворянской родословной книги Санкт-Петербургской губернии (рядом определений, первое из которых состоялось 17.02.1817).

## Описание герба
Щит разделен на четыре части, из них в первой и четвёртой в красном поле находятся вкось два золотые трилистника. Во второй и третьей частях в серебряном поле на голубой полосе означена золотая цепь.
Щит увенчан дворянскими шлемом и короною, на поверхности которой изображен чёрный двуглавый орел. Намет на щите красный и голубой, подложенный золотом и серебром.